# Ибрахим Гај
Ибрахим Гај (рођен 19. фебруара 1978. у Дакару, Сенегал) је бивши сенегалски фудбалер. Играо је на позицији одбрамбеног играча.

## Каријера
Наступао је у Сенегалу за Дакар од 1996. до 2000. године, а касније за Дуан из Дакара током сезоне 2000/01. Од 2001. до 2005. године је носио дрес екипе ЦСКА из Софије на 110 лигашких сусрета, постигао четири гола, освојио две титуле првака 2003. и 2005. године. Током 2006. године одиграо је и девет мечева за турски Самсунспор. 
У јулу 2006. године је потписао уговор са Црвеном звездом. Члан црвено-белих био је до краја 2008. године и за две и по сезоне на Маракани одиграо 77 такмичарских утакмица уз један погодак и освојену дуплу круну 2007. године.
Већ током сезоне 2006/07. постаје стандардан у тиму црвено-белих. Екипа је под вођством Душана Бајевића направила велику бодовну предност у јесењем делу сезоне, али је после неколико киксева у пролећном делу он напустио екипу, да би Бошко Ђуровски до краја сезоне добио све вечите дербије, повећао бодовну разлику и одвео Звезду до одбране трофеја у шампионату и Купу Србије. Гај је те сезоне одиграо 31 утакмицу у свим такмичењима, од тога 24 у првенству и четири у купу, док је у квалификацијама за Лигу шампиона екипу Црвене звезде зауставио Милан, који је касније и освојио елитно такмичење.
Следећег лета је Ренџерс елимнисао црвено-беле у квалификацијама за Лигу шампиона, али је клуб успео да избори пласман у групну фазу Купа УЕФА. Гај је одиграо осам утакмица у евро такмичењима у сезони 2007/08, три у купу, и 23 у шампионату Србије, укупно 34 у свим такмичењима. Ипак, трофеји нису одбрањени, екипа је нанизала много ремија, иако није поражена у шампионату. Гај је одиграо још 12 утакмица (10 у првенству) током јесењег дела сезоне 2008/09 и постигао првенац у црвено-белом дресу за тријумф против Хајдука у Кули од 2:1 у 6. колу Суперлиге, да би у зимском прелазном року сезоне 2008/09. напустио клуб.
Током 2009. године је био играч Ал Ахли Џеде из Саудијеске Арабије, да би од сезоне 2009/10. постао играч Локерена. У белгијском клубу је провео наредне три и по сезоне и одиграо 68 првенствених сусрета. Са овим клубом је освојио и Куп Белгије у сезони 2011/12. Почетком 2014. године је кратко био у Радничком из Ниша, али је напустио клуб пре него што је стигао да дебитује.

## Трофеји

### ЦСКА Софија
- Првенство Бугарске (2) : 2002/03, 2004/05.

### Црвена звезда
- Суперлига Србије (1) : 2006/07.
- Куп Србије (1) : 2006/07.

### Локерен
- Куп Белгије (1) : 2011/12.